# DSCAM
DSCAM y Dscam son acrónimos de Down Syndrome Cell Adhesión Molecule. DSCAM hace referencia al gen humano mientras que Dscam hace referencia al gen de Drosophila (análogo al humano).
Las DSCAM son una nueva clase de moléculas de adhesión de las células neuronales y pertenecen a una superfamilia de inmunoglobulinas.
Como curiosidad cabe destacar que la Dscam, el análogo en Drosophila del gen DSCAM de humanos, ostenta el récord de sitios de splicing alternativo con 38.000 sitios posibles.